# ویکی‌خبر فارسی
ویکی‌خبر فارسی یکی از بخش‌های ویکی‌خبر است که در تاریخ ۱۷ اکتبر ۲۰۱۰ توسط بنیاد ویکی‌مدیا تأسیس شد. این ویکی‌خبر در میان زبان‌های دیگر در ویکی‌خبرها از رتبهٔ ۱۷ (در میان ۳۳ ویکی‌خبر) برخوردار است و تا تاریخ ۴ ژانویهٔ ۲۰۱۳ بیش از ۱۵۰۶ خبر داشته‌است.